# Nederlandse gemeenteraadsverkiezingen 1931
De Nederlandse gemeenteraadsverkiezingen 1931 waren reguliere gemeenteraadsverkiezingen in Nederland. Zij werden gehouden op 17 juni 1931.

## Opkomst
| 1931              | # stemmen | %     |
| ----------------- | --------- | ----- |
| Kiesgerechtigden  | 3.771.390 |       |
| Niet opgekomen    | 319.420   | 8,47  |
| Opkomst           | 3.451.970 | 91,53 |
| Ongeldige stemmen | 61.555    | 1,78  |
| Blanco stemmen    | 92.083    | 2,67  |
| Geldige stemmen   | 3.298.332 | 95,55 |

## Landelijke uitslagen
| Naam partij                     | # stemmen | % stemmen |
| ------------------------------- | --------- | --------- |
| RKSP                            | 930.612   | 28,21     |
| SDAP                            | 706.033   | 21,41     |
| ARP                             | 411.883   | 12,49     |
| CHU                             | 311.459   | 9,44      |
| LSP                             | 294.598   | 8,93      |
| VDB                             | 146.297   | 4,44      |
| CPH                             | 68.135    | 2,07      |
| SGP                             | 38.273    | 1,16      |
| HGSP                            | 13.206    | 0,40      |
| Plattelandersbond               | 6.321     | 0,19      |
| overige partijen en combinaties | 371.515   | 11,26     |